# آرون پیر (بازیگر)
آرون پیر (به انگلیسی: Aaron Pierre) (زاده ۷ ژوئن ۱۹۹۴) یک بازیگر انگلیسی است. پس از آموزش در آکادمی موسیقی و هنر دراماتیک لندن، پیر برای بازی در نقش اصلی در سریال علمی تخیلی کریپتون به رسمیت شناخته شد. او از آن زمان در مینی‌سریال درام راه آهن زیرزمینی (۲۰۲۱) و فیلم‌های دلهره‌آور اولد (۲۰۲۱) و مرز یاغیان (۲۰۲۴) بازی کرده است.
پیر در ۷ ژوئن ۱۹۹۴ در بریکستون، لندن بزرگ متولد شد. او از تبار جامائیکا، کوراسائو و سیرالئون می‌باشد.